# Calcinculo
Calcinculo és un llargmetratge italosuís del 2022 dirigit per Chiara Bellosi. La pel·lícula es va estrenar mundialment el 13 de febrer de 2022 a la Berlinale, on es va projectar a la secció Panorama. S'ha subtitulat al català.
És el segon llargmetratge de la directora italiana, que va projectar la seva òpera prima Palazzo di Giustizia a la Berlinale de 2020. El guió ha estat escrit per Maria Teresa Venditti i Luca de Bei.
És protagonitzada per l'actriu debutant Gaia Di Pietro (Benedetta) i per Andrea Carpenzano (Amanda). Claudio Cofrancesco n'és l'operador de càmera; Carlotta Cristiani, la muntadora, i Giuseppe Tranquillino, el compositor. La pel·lícula va ser produïda per Tempesta i tellfilm, i es va rodar a Guidonia Montecelio. El rodatge va acabar el juliol de 2021 a la zona de Lugano.

## Sinopsi
La Benedetta té quinze anys quan, en el terreny de davant de casa seva, s'hi instal·la un petit parc d'atraccions ambulant. Entremig de tots els cotxes i les caravanes aparcades, coneix a l'Amanda, jove no-binària que dia a dia desafia els rols de gènere, i de qui queda fascinada. Benedetta i Amanda estableixen una amistat que les portarà a un viatge de creixement, alliberament i apoderament personal.

## Premis i nominacions
- 2018: Premi Franco Solinas i Beca Claudia Sbarigia, que promou la presentació cinematogràfica de personatges i la representació dels mons vitals femenins.[3][5]
- 2022: 72è Festival Internacional de Cinema de Berlín
  - Nominació al premi Teddy en la categoria de llargmetratge[6]